# 國立臺灣師範大學圖書館
國立臺灣師範大學圖書館是國立臺灣師範大學所屬各圖書館之總稱，成立於1946年，除設於校本部圖書館校區的總館外，尚於公館、林口校區設有公館分館及林口分館，此外校內另有國文系、國研所、英語系、歷史系、美術系等系所圖書室。總共館藏160萬餘冊中西文圖書。
該館同時管理文薈廳及梁實秋故居。

## 歷史

師範大學圖書館內部

國立臺灣師範大學圖書館的前身是臺灣總督府臺北高等學校圖書館。臺灣戰後時期開始後，於1946年改制為臺灣省立師範學院圖書館。圖書館最初設於本部校區行政大樓三樓。增設圖書館校區（現稱校本部Ⅱ）後，於1949年興建二層高的獨立圖書館建築。1980年興建8層樓半圓形之圖書館今址，並於1985年遷入啟用。
公館分館原為理學院圖書館，隨1975年增設理學院校區(即公館校區)並同設立。1991年新建現時之館舍。林口分館原為為國立僑生大學先修班圖書館，2006年併入總館改稱林口分館，2020年接收林口校區博雅樓地下室作為書庫。
隨着讀者轉向無紙閱讀，圖書館亦改建總館一、三樓改造為學習討論區，並將罕用圖書轉移至2018年啟用之第三書庫等地閉架典藏，以配合新的需求。
2021年1月25日，慶祝高行健應聘國立臺灣師範大學講座教授第十年，於總館6樓原古典閱覽室處改建成立高行健資料中心。

## 服務人次

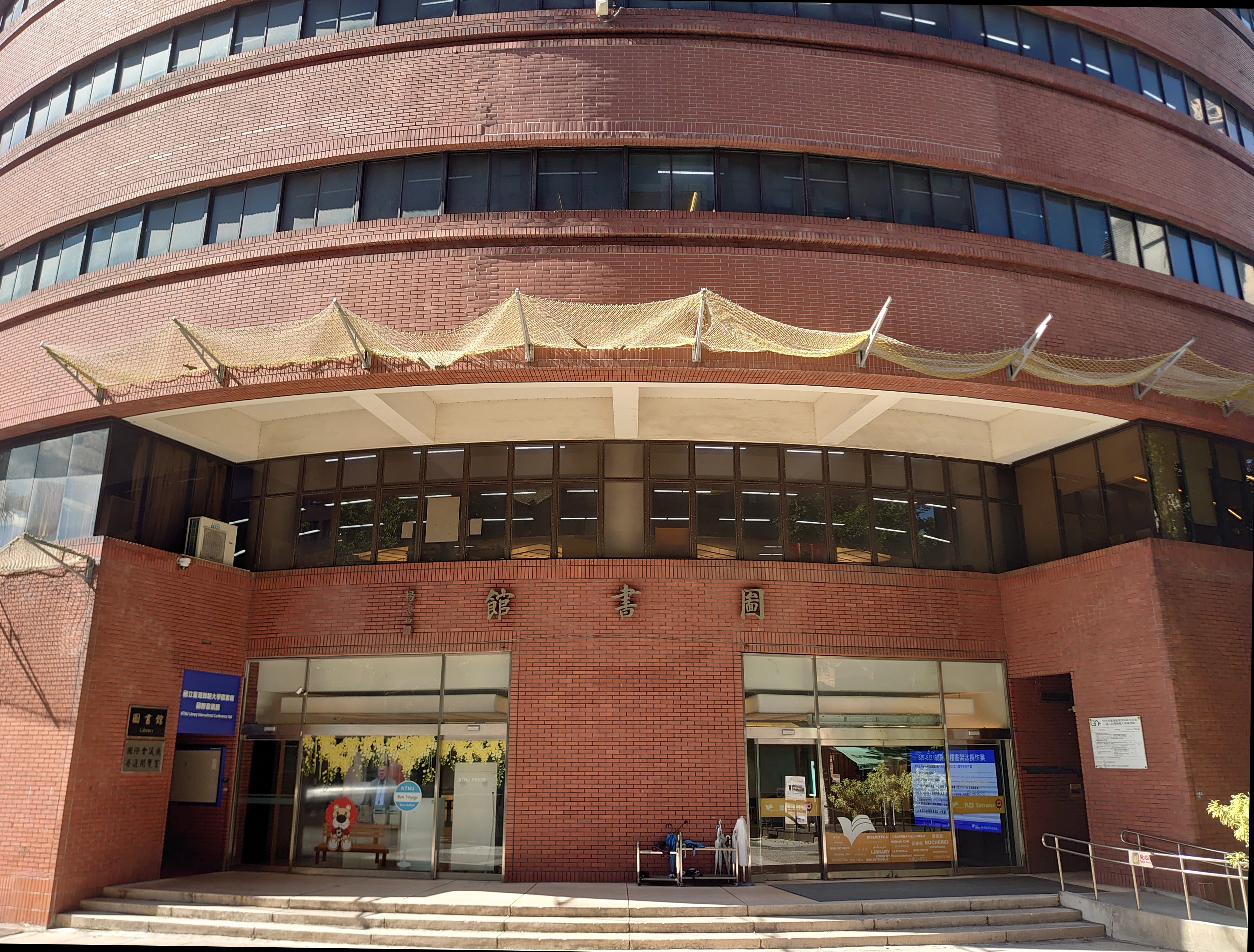
圖書館總館入口

國立臺灣師範大學圖書館於2020年總館入館人次330,190人次、公館分館入館人次165,433人次、林口分館入館人次26,180人次。紙本館藏借閱150,287冊，54,828人次，電子資源館藏方面，電子書檢索達353,663次、電子書下載381,489次，期刊資料庫檢索6,600,600次、期刊全文下載1,865,448次。並提供參考諮詢8,496件、利用指導143場共6,047人次等服務。

## 服務

### 圖書借閱
除一般圖書借閱外，圖書館提供讀者跨校區代借代還和圖書蒐尋服務。另備有Ipad、Epad、Vpad等46台電子書閱讀器，提供教職員生用於閱讀電子書、電子期刊及數位典藏資料庫等館藏。
| 讀者身份                | 借閱冊數上限 | 借閱期限 |
| ----------------------- | ------------ | -------- |
| 專（兼）任教師          | 100冊        | 6個月    |
| 訪問學者                | 100冊        | 6個月    |
| 退休教師                | 50冊         | 2個月    |
| 國語中心,進修推廣部教師 | 20冊         | 2個月    |
| 研究員                  | 100冊        | 6個月    |
| 博士後研究員            | 100冊        | 6個月    |
| 博碩士研究生            | 100冊        | 6個月    |
| 大學部學生              | 60冊         | 4個月    |
| 僑先部學生              | 60冊         | 4個月    |
| 大五實習生              | 15冊         | 1個月    |
| 編制內職員,約用人員     | 50冊         | 2個月    |
| 計畫專任助理            | 20冊         | 2個月    |
| 退休人員                | 10冊         | 1個月    |
| 校友                    | 15冊         | 1個月    |
| 圖書館之友              | 5冊          | 21天     |
| 國語中心學員            | 5冊          | 1個月    |
| 進修推廣部學員          | 10冊         | 1天      |

### 閱覽室
普通閱覽室

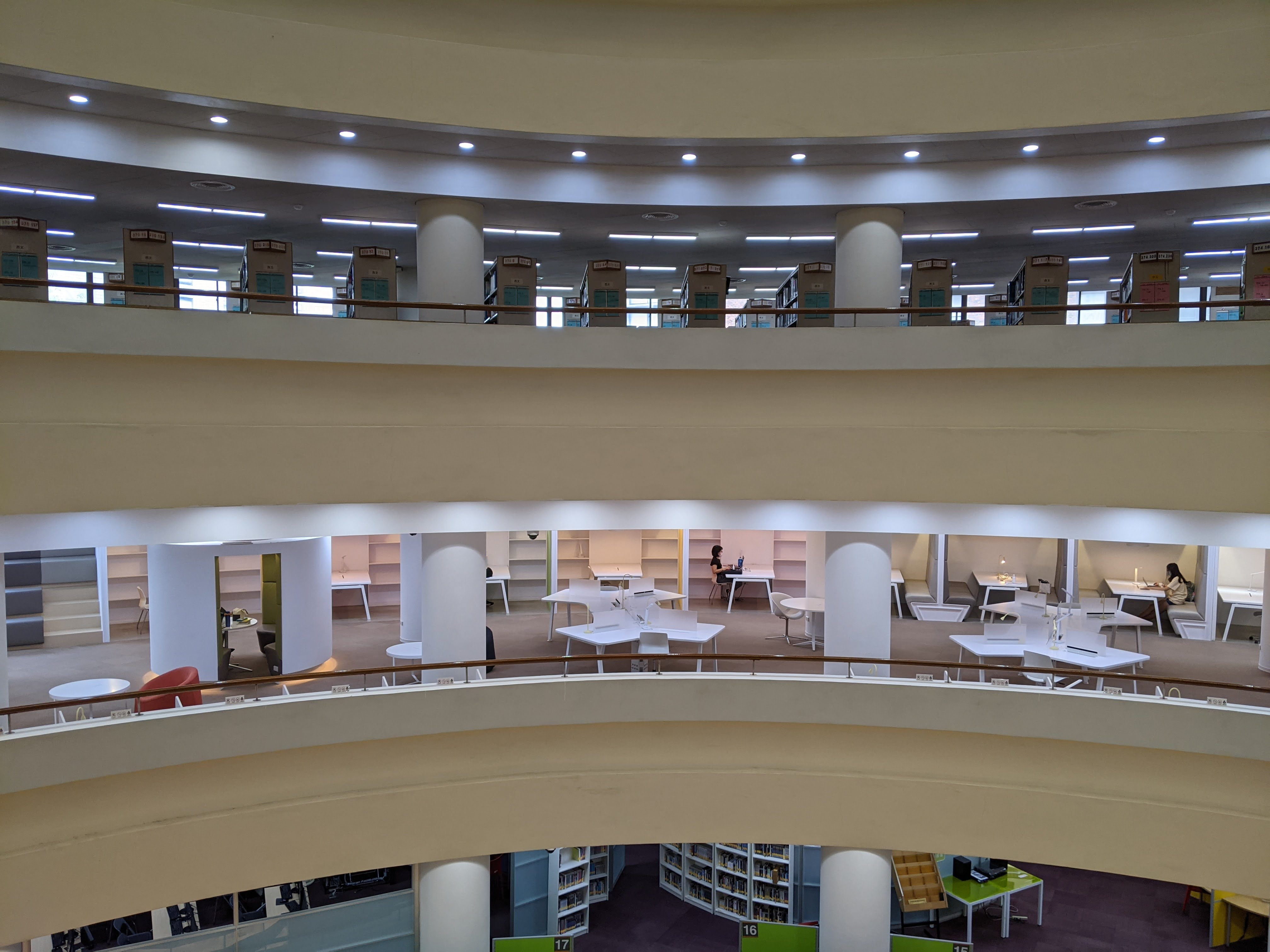
近年圖書館推動空間改造，圖為2020年啟用之三樓學習討論區

總館地下一樓設有普通閱覽室於每日18:00至隔日上午 7:00開放，提供讀者夜讀需求，並於考試期間會24小時開放。
研究室
圖書館設有研究室供教職員生研究、討論之用。

## 館際合作

### 借書一卡通服務
國立臺灣師範大學圖書館與國立臺灣大學系統設有借書一卡通服務，讀者可在授權提供對方館讀者資料後，以所屬館之借閱憑證到對方館借閱圖書。
| 合作館           | 開放對象                         | 借閱冊數上限 | 借閱期限 |
| ---------------- | -------------------------------- | ------------ | -------- |
| 國立臺灣大學     | 國立臺灣師範大學專任教職員生     | 圖書10冊     | 30天     |
| 國立臺灣科技大學 | 國立臺灣師範大學專任教職員生     | 圖書10冊     | 30天     |
| 國立政治大學     | 國立臺灣師範大學專任教師、博士生 | 圖書5冊      | 30天     |
| 國家教育研究院   | 國立臺灣師範大學專任教師、博士生 | 圖書5冊      | 30天     |
| 國立清華大學     | 國立臺灣師範大學專任教職員生     | 圖書5冊      | 30天     |
| 臺北醫學大學     | 國立臺灣師範大學專任教職員生     | 圖書5冊      | 30天     |
| 國立臺北教育大學 | 國立臺灣師範大學專任教職員生     | 圖書5冊      | 30天     |

### 館際互借圖書證
合作學校
- 國立臺灣大學[8][12]
- 國立政治大學[13]
- 淡江大學
- 中國文化大學
- 銘傳大學
- 國防大學
- 國立臺灣海洋大學
- 大同大學
- 世新大學
- 輔仁大學
- 元智大學
- 國立臺北科技大學[8]
- 國立臺北教育大學
- 臺北市立教育大學
- 國立臺灣藝術大學
- 國立臺北藝術大學
- 臺北醫學大學
- 國立清華大學
- 中原大學
- 臺灣師大附中
- 國立臺北大學
- 中研院傅斯年圖書館
- 中研院人社中心中研院歐美所圖書館
- 中研院文哲所圖書館
- 中研院民族所圖書館
- 中研院近史所圖書館
- 中研院人社中心
- 中研院人文聯圖
- 國立中央大學
- 臺北商業技術學院
- 馬偕醫院圖書館
- 新生醫護圖書館
- 衛生福利部國家中醫藥研究所圖書館
- 國立暨南大學
- 國立彰化師範大學
- 國立臺中教育大學
- 逢甲大學
- 國立中興大學
- 國立臺南大學
- 國立成功大學
- 國立臺南藝術大學
- 國立中山大學
- 國立高雄師範大學
- 國立屏東大學
- 國立宜蘭大學
- 國立東華大學
- 佛光大學
- 國立臺東大學
- 國立金門大學

## 組織
《國立臺灣師範大學組織規程》第九條第七項：「圖書館：掌理圖書資訊之蒐集、採錄、編目、閱覽、典藏、圖籍資訊服務、校史經營、出版及其他館務事項。設書目管理、典藏閱覽、館藏發展、數位資訊、推廣諮詢、校史特藏等六組及出版中心。置館長一人、得置副館長一人，各組各置組長一人，出版中心置主任一人，並視需要置秘書及職員若干人。」  
圖書館委員會
負責研議經費運用、角色定位、空間規劃和運用等圖書館重大事項。
組織部門
- 館長室
- 書目管理組
- 典藏閱覽組
- 館藏發展組
- 數位資訊組
- 推廣諮詢組
- 校史特藏組
- 出版中心

分館
- 公館分館
- 林口分館

任務小組
- 學術傳播小組
- 策展小組
- 學科館員小組

## 館藏
| 年份   | 中文圖書  | 西文圖書 | 中文電子書 | 西文電子書 | 非書資料  | 總計      |
| ------ | --------- | -------- | ---------- | ---------- | --------- | --------- |
| 2012年 | 1,026,924 | 485,442  |            |            | 1,142,524 | 3,795,966 |
| 2013年 | 1,042,038 | 491,820  | 1,123,656  | 911,809    | 1,147,844 | 4,717,167 |
| 2014年 | 1,049,647 | 501,261  | 1,189,033  | 1,271,950  | 1,149,426 | 5,161,317 |
| 2015年 | 1,048,764 | 505,807  | 1,234,229  | 1,307,831  | 1,150,599 | 5,249,230 |
| 2016年 | 1,035,271 | 509,243  | 1,286,384  | 1,324,536  | 1,152,396 | 5,307,830 |
| 2017年 | 1,037,658 | 513,280  | 1,324,916  | 1,346,258  | 1,153,282 | 5,378,394 |
| 2018年 | 1,038,630 | 516,072  | 892,814    | 712,171    | 1,154,058 | 4,313,745 |
| 2019年 | 1,033,600 | 518,843  | 896,245    | 711,835    | 1,155,431 | 4,315,954 |
| 2020年 | 1,000,524 | 495,169  |            |            | 1,155,850 |           |

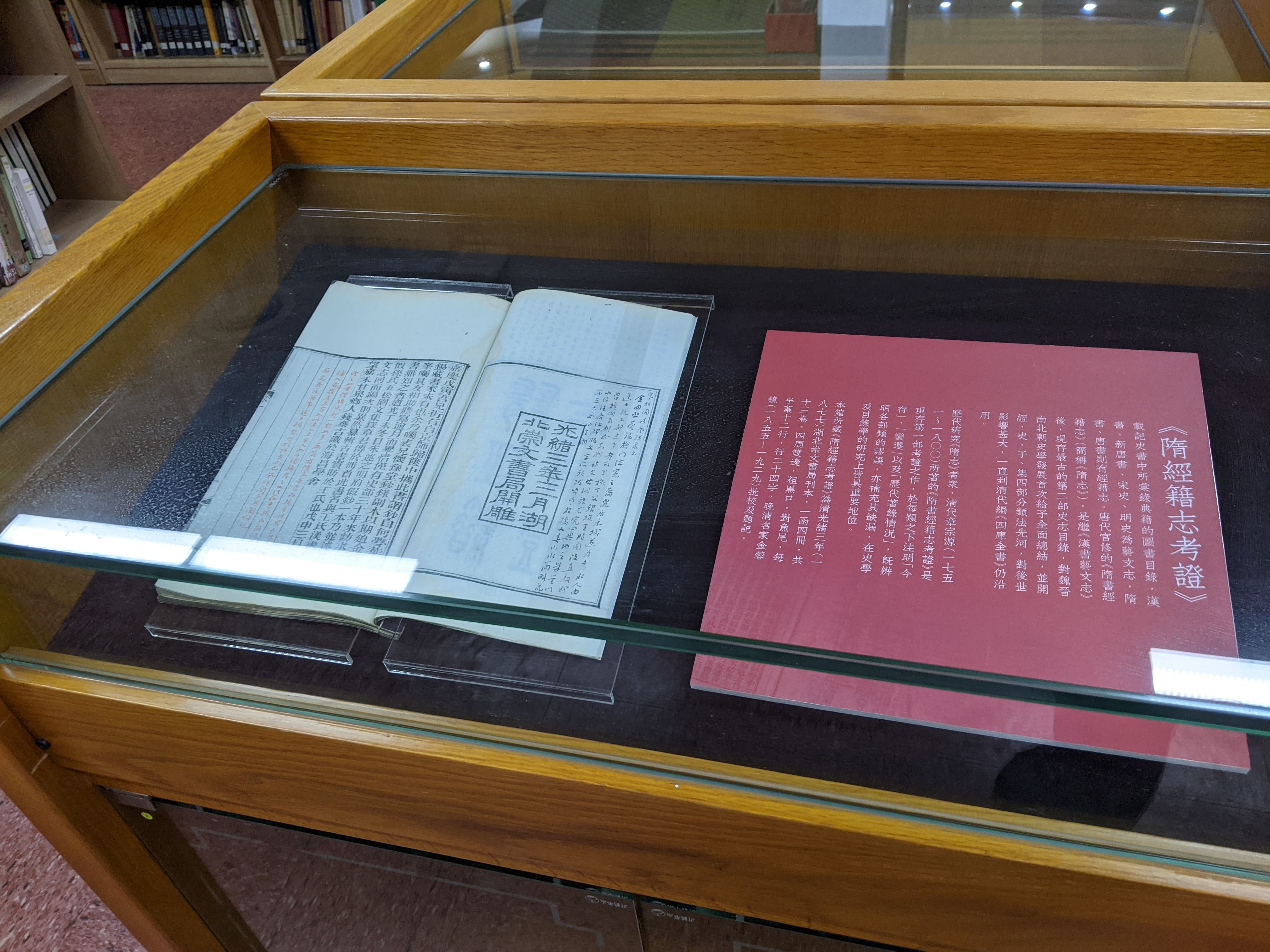
展覽於圖書館中之章宗源《隋經籍志考證》光緒三年刊本

除了一般書籍以外，該館還藏有約1949年教育部撥存之東北大學藏書、故副總統陳誠等私人藏書、國立臺灣師範大學校史資料9,260件、歷年博碩士論文近四萬篇、本校學術期刊、臺北高校時期相關館藏一萬餘冊、早期中等學校教科書一千餘冊等。
其中包含明復刻宋版《孟子》、清代學者翁方綱所寫之《翁批杜詩》稿本、晚清學者金蓉鏡批校之章宗源《隋經籍志考證》光緒三年刊本等珍貴善本古籍。

## 外部連結
- 國立臺灣師範大學圖書館

1. ↑  教育部高級中等以下學校及幼兒園教師資格考試專案辦公室
2. ↑  教育部高級中等以下學校及幼兒園教師證書核發作業工作小組／高級中等學校專業及技術教師資格審核、對照表修訂及師資培育專門課程基準規劃工作小組／國外大學以上學歷普通課程專門課程及教育專業課程審查小組